# 相等
在數學的領域中，若兩個数学对象在各个方面都相同，则称他们是相等的。这就定义了一个二元谓词等于，写作“{\displaystyle =}”；{\displaystyle x=y}当且仅当{\displaystyle x}和{\displaystyle y}相等。通常意义上，等于是通过两个元素间的等价关系来构造的。将两个表达式用等于符号连起来，就构成了等式，例如{\displaystyle 6-2=4}，即{\displaystyle 6-2}與{\displaystyle 4}是相等的。
注意，有些时候“{\displaystyle A=B}”并不表示等式。例如，{\displaystyle T(n)=O(n^{2})}表示在数量级{\displaystyle n^{2}}上渐进。因為这裡的符号“{\displaystyle =}”不滿足若且唯若的定義，所以它不等於等于符号；实际上，{\displaystyle O(n^{2})=T(n)}是没有意义的。请参见大O符号了解这部分内容。
集合{\displaystyle A}上的等于关系是种二元关系，满足自反性，对称性，反对称性和传递性。
实际上，这是{\displaystyle A} 上唯一满足所有这些性质的关系。
去掉对反对称性的要求，就是等价关系。
相应的，给定任意等价关系{\displaystyle R}，可以构造商集{\displaystyle A/R}，并且这个等价关系将‘下降为’{\displaystyle A/R}上的等于。
在任何条件下都成立的等式称为恒等式，包含未知数的等式称为方程式。

## 邏輯形式
謂詞邏輯含有標準的關於相等的公理來形式化萊布尼茨律。萊布尼茨律是由哲學家萊布尼茨在17世紀提出來的。
萊布尼茨的想法是，兩樣物體是同一的，當且僅當它們有完全相同的性質。
形式化這一說法，可以寫成
對任意{\displaystyle x}和{\displaystyle y}，{\displaystyle x=y}當且僅當對任意謂詞{\displaystyle P} ，{\displaystyle P(x)}當且僅當{\displaystyle P(y)}。
然而，在一階邏輯中，不能對謂詞進行量化。因此，需要使用下述公理：
對任意{\displaystyle x}和{\displaystyle y}，若{\displaystyle x}等於{\displaystyle y}，則{\displaystyle P(x)}當且僅當{\displaystyle P(y)}。
這條公理對任意單變量的謂詞{\displaystyle P}都有效，但只定義了萊布尼茨律的一個方向：若{\displaystyle x}和{\displaystyle y}相等，則它們具有相同的性質。
可以通過簡單的假設來定義萊布尼茨律的另一個方向：
對任意{\displaystyle x}，{\displaystyle x}等於{\displaystyle x}。
則若{\displaystyle x}和{\displaystyle y}具有相同的性質，則特定的它們關於謂詞{\displaystyle P}是相同的。這裡謂詞{\displaystyle P}為：{\displaystyle P(z)}當且僅當{\displaystyle x=z}。
由於{\displaystyle P(x)}成立，{\displaystyle P(y)}必定也成立（相同的性質），所以{\displaystyle x=y}（' '{\displaystyle P}的變量為{\displaystyle y}）.

## 等于的一些基本性质

### 替代性
对任意量{\displaystyle a}和{\displaystyle b}和任意表达式{\displaystyle F(x)}，若{\displaystyle a=b}，则{\displaystyle F(a)=F(b)}（设等式两边都有意义）。
在一阶逻辑中，不能量化像{\displaystyle F}这样的表达式（它可能是个函数谓词）。
一些例子：
- 对任意实数{\displaystyle a,b,c}，若{\displaystyle a=b}，则{\displaystyle a+c=b+c}（这里{\displaystyle F(x)}为{\displaystyle x+c}）
- 对任意实数{\displaystyle a,b,c}，若{\displaystyle a=b}，则{\displaystyle a-c=b-c}（这里{\displaystyle F(x)}为{\displaystyle x-c}）
- 对任意实数{\displaystyle a,b,c}，若{\displaystyle a=b}，则{\displaystyle ac=bc}（这里{\displaystyle F(x)}为{\displaystyle xc}）
- 对任意实数{\displaystyle a,b,c}，若{\displaystyle a=b}且{\displaystyle c\neq 0}，则{\displaystyle a/c=b/c}（这里{\displaystyle F(x)}为{\displaystyle x/c}）

### 自反性
对任意量{\displaystyle a}，{\displaystyle a=a}。
这个性质通常在数学证明中作为中间步骤。

### 对称性
例子：如果{\displaystyle a=b}，那么{\displaystyle b=a}

### 传递性
例子：如果{\displaystyle a=b}，{\displaystyle b=c}，那么{\displaystyle a=c}
实数或其他对象上的二元关系“约等于”，即使进行精确定义，也不具有传递性（即使看上去有，但许多小的差能够叠加成非常大）。然而，在绝大多数情况下，等于具有传递性。
尽管对称性和传递性通常看上去是基本性质，但它们能够通过替代性和自反性证明得到。

## 符号的历史
「等于」符号或 「{\displaystyle =}」被用来表示一些算术运算的结果，是由罗伯特·雷科德在1557年发明的。
由于觉得书写文字过于麻烦，雷科德在他的作品 The Whetstone of Witte 中采用了这一符号。原因是符号中的两条线一样长，表明其连接的两个量也相等。这一发明在威尔士的St Mary教堂有记录。
约等于的符号是{\displaystyle \approx }或≒，不等于的符号是{\displaystyle \neq }。